# Шегъянский
Шегъянский — починок в Шарканском районе Удмуртской республики.

## География
Находится в восточной части Удмуртии на расстоянии приблизительно 4 км на юг по прямой от районного центра села Шаркан.

## История
Основан в 1882 году жителями деревни Нижний Казес у своих же полей. В 1893 году здесь (починок Верхний Малый Казес) было учтено 35 дворов, в 1905 (Верх-Малый Казес или Шагьянский)- 46. Позднее населенный пункт становился деревней, с 1971 года снова починок. Современное название утвердилось с 2002 года. До 2021 года входил в состав Мишкинского сельского поселения.

## Население
Постоянное население составляло 296 человек (1893 год, все удмурты), 429 (1905), 13 человек в 2002 году (удмурты 100 %), 3 в 2012.